# Variations sur un thème de Tchaikovski
Pour les articles homonymes, voir Introduction, thème et variations.
Variations sur un Thème de Tchaïkovski, Op. 35a, est une œuvre pour orchestre à cordes d'Anton Arenski. C'était au début le mouvement lent de son quatuor à Cordes no 2 en la mineur, Op. 35. Cette pièce a été composée en 1894, l'année suivant la mort de Piotr Ilitch Tchaïkovski, en hommage à ce compositeur. Elle est basée sur le thème de la cinquième des Seize Chansons pour Enfants, Op. 54.
La chanson de Tchaïkovski avait pour texte une traduction en russe par Alexeï Plechtcheïev d'un poème anglais appelé des Roses et des Épines, du poète Américain Richard Henry Stoddard (en),.
Lors de la première interprétation du quatuor, le mouvement lent a été si bien reçu que Arensky l'a rapidement arrangé en une nouvelle pièce pour orchestre à cordes, Op. 35a,.

## Structure
- Thème, Moderato
- Variation I, Un poco più mosso
- Variation II, Allegro non troppo
- Variation III, Andantino tranquillo
- Variation IV, Vivace
- Variation V, Andante
- Variation VI, Allegro con spirito
- Variation VII, Andante con moto
- Coda : Moderato[1].